# Phytodrymadusa longipes
Phytodrymadusa longipes är en insektsart som först beskrevs av Brunner von Wattenwyl 1882.  Phytodrymadusa longipes ingår i släktet Phytodrymadusa och familjen vårtbitare. Inga underarter finns listade i Catalogue of Life.